# DeepFace
DeepFace és un sistema de reconeixement facial d'aprenentatge profund o "deep learning" creat per un grup de recerca de Facebook, Inc.. Identifica rostres humans en imatges digitals. El programa utilitza una xarxa neuronal de nou capes amb més de 120 milions de punts de connexió i es va entrenant en quatre milions d'imatges penjades pels usuaris de Facebook.
L'equip de recerca de Facebook ha afirmat que el mètode DeepFace aconsegueix una precisió del 97,35% ± 0,25% en el conjunt de dades Labeled Faces in the Wild (LFW) on els éssers humans tenen un 97,53% Això vol dir que DeepFace de vegades té més èxit que els éssers humans. Com a resultat de les creixents preocupacions de la societat, Meta va anunciar que té previst tancar el sistema de reconeixement facial de Facebook, que elimina les dades d'exploració facial de més de mil milions d'usuaris Aquest canvi representarà un dels canvis més grans en l'ús del reconeixement facial en la història de la tecnologia. Facebook tenia previst eliminar el desembre de 2021 més de mil milions de plantilles de reconeixement facial, que són escanejos digitals de trets facials. Tanmateix, no tenia previst eliminar DeepFace, que és el programari que impulsa el sistema de reconeixement facial. L'empresa tampoc ha descartat incorporar la tecnologia de reconeixement facial als futurs productes, segons el portaveu de Meta.

## Llançament comercial

### Origen
DeepFace va ser produït per una col·lecció de científics de l'equip de recerca de la intel·ligència artificial de Facebook. L'equip inclou Yainiv Taigman i un científic investigador de Facebook, Ming Yang. També se'ls va unir Lior Wolf, un professor de la Universitat de Tel-Aviv. Yaniv Taigman, va arribar a Facebook quan Facebook va adquirir Face.com el 2007.
Facebook va començar a desplegar DeepFace als seus usuaris a principis de 2015 i ha ampliat contínuament l'ús i el programari de DeepFace
DeepFace, segons el director de la investigació sobre intel·ligència artificial de Facebook, Inc., no pretén envair la privadesa dels individus. En canvi, DeepFace alerta les persones quan la seva cara apareix a qualsevol foto publicada a Facebook. Quan reben aquesta notificació, tenen l'opció d'eliminar la seva cara de la foto.

### Unió Europea
Quan la tecnologia DeepFace es va implementar inicialment, els usuaris tenien l'opció de desactivar-la. Tanmateix, no se'ls va notificar que estava activat. Per això, DeepFace no es va llançar a la Unió Europea. Una llei de privadesa de dades a la UE argumentava que el reconeixement facial de Facebook no complia les lleis de protecció de dades de la UE. Com que els usuaris no accepten tots els usos de les seves dades biomètriques, no ho compleix.

## Precisió
Els sistemes DeepFace poden identificar cares amb un 97% de precisió, gairebé la mateixa precisió que un humà en la mateixa posició. El reconeixement facial de Facebook és més eficaç que la tecnologia de l'FBI, que té un 85% de precisió La tecnologia de Google FaceNet té més èxit que DeepFace utilitzant els mateixos conjunts de dades. FaceNet va establir un rècord de precisió, 99,63%. FaceNet de Google incorpora dades de Google Photos.

## Aplicacions
Facebook fa servir plantilles de reconeixement facial individuals per trobar les fotos en què es troba una persona perquè pugui revisar, participar o compartir el contingut. DeepFace protegeix les persones de la suplantació d'identitat o el robatori d'identitat. Prenguem, per exemple, un cas en què una persona feia servir la foto de perfil d'algú com a pròpia. Mitjançant DeepFace, Facebook pot identificar i alertar la persona l'informació de la qual s'està fent un ús indegut. Per garantir que les persones tinguin control sobre el seu reconeixement facial, Facebook no comparteix plantilles facials. A més, Facebook eliminarà imatges de les plantilles de reconeixement facial si algú ha suprimit el seu compte o s'ha desmarcat d'una foto. Les persones també tenen la possibilitat de desactivar el seu reconeixement facial a Facebook. Si la funció està desactivada, Facebook deixarà el reconeixement facial d'aquesta persona.
Després del llançament de DeepFace el 2015, els seus usos s'han mantingut força estancats. Com que més persones han penjat imatges a Facebook, l'algoritme s'ha fet més precís. DeepFace de Facebook és el conjunt de dades de reconeixement facial més gran que existeix actualment. Per això, algunes persones argumenten que la base de dades d'identificació facial de Facebook es podria distribuir a les agències governamentals. Aquests usos, però, estarien prohibits per la majoria de les lleis de privadesa de dades. En resposta a les preocupacions de privadesa, Facebook va eliminar la seva funció de reconeixement facial automàtic, permetent que les persones optin per etiquetar a través de DeepFace. Aquest canvi es va implementar el 2019.

## Arquitectura
El sistema DeepFace consta de quatre mòduls: alineació 2D, alineació 3D, frontalització i xarxa neuronal. Una imatge d'una cara es fa passar per ells en seqüència, donant lloc a un aprenentatge automàtic del vector de les característiques de 4096 dimensions que representa la cara. El vector de característiques es pot processar posteriorment per a moltes tasques diferents. Per exemple, per identificar la cara, es pot comparar amb una llista de vectors de característiques de cares conegudes i identificar la cara amb el vector de característiques més semblant. DeepFace utilitza detectors de punts fiducials basats en bases de dades existents per dirigir l'alineació de les cares. L'alineació facial comença amb una alineació 2D, i després continua amb l'alineació 3D i la frontalització. És a dir, el procés de DeepFace consta de dos passos. Primer, corregeix els angles d'una imatge perquè la cara de la foto miri cap endavant. Per aconseguir-ho, utilitza un model 3D d'una cara.

### Alineació 2D
El mòdul d'alineació 2D detecta 6 punts fiducials a la cara detectada: el centre dels ulls, la punta del nas i la ubicació de la boca. Aquests punts es tradueixen a una imatge deformada per ajudar a detectar la cara. Tanmateix, la transformació 2D no compensa les rotacions que estan fora de lloc.

### Alineació 3D
Per alinear les cares, DeepFace empra un model 3D genèric en què les imatges 2D es retallen com a versions 3D. La imatge 3D té 67 punts fiducials. Després de deformar la imatge, hi ha 67 punts d'ancoratge col·locats manualment a la imatge per coincidir amb els 67 punts fiducials. A continuació, s'instal·la una càmera de 3D a 2D que minimitza les pèrdues. Com que els punts detectats en 3D al contorn de la cara poden ser inexactes, aquest pas és important.

### Frontalització
Com que les projeccions de perspectiva completa no es modelen, la càmera ajustada és només una aproximació de la cara real de l'individu. Per reduir els errors, DeepFace pretén deformar les imatges 2D amb distorsions més petites. A més, la càmera P és capaç de substituir parts de la imatge i combinar-les amb els seus homòlegs simètrics.

### Xarxa neuronal
La xarxa neuronal és una seqüència de capes, disposades de la següent manera: capa convolucional - agrupació màxima - capa convolucional - 3 capes connectades localment - capa totalment connectada. L'entrada és una imatge RGB de la cara, escalada a la resolució {\displaystyle 152\times 152}, i la sortida és un vector real de la dimensió 4096, que és el vector característic de la imatge de la cara. Al document de 2014, s'afegeix una capa addicional completament connectada al final per classificar la imatge de la cara en una de les 4030 persones possibles que la xarxa havia vist durant el temps d'entrenament.

## Reaccions

### Indústria
L'investigador d'IA Ben Goertzel va dir que Facebook havia "resolut de manera bastant convincent el reconeixement facial" amb el projecte, però va dir que seria incorrecte concloure que l'aprenentatge profund és la solució completa a la IA.
Neeraj Kumar, investigador de la Universitat de Washington, va dir que DeepFace de Facebook mostra com grans conjunts de dades externes poden donar lloc a un model de "més capacitat". A causa de l'ampli accés de Facebook a imatges d'individus, el seu programari de reconeixement facial pot funcionar millor que altres programes amb conjunts de dades molt més petits.

### Mitjans
Un article del Huffington Post qualifica la tecnologia com "esgarrifosa", citant les preocupacions sobre la privadesa de les dades, va assenyalar que alguns governs europeus ja havien exigit a Facebook que esborrés les dades de reconeixement facial. Segons Broadcasting & Cable, tant Facebook com Google havien estat convidats pel Centre per a la Democràcia Digital per assistir a una "reunió de parts interessades" l'any 2014 per ajudar a desenvolupar una Carta de drets de privadesa del consumidor, però tots dos van rebutjar. Broadcasting & Cable també va assenyalar que Facebook no havia publicat cap anunci de premsa sobre DeepFace, tot i que el seu treball de recerca s'havia publicat a principis de mes. Slate va dir que DeepFace no estava sent publicitada per Facebook perquè desconfia que una altra ronda de titulars denunciïn l'ús "esgarrifós" de DeepFace.

### Usuaris
Moltes persones temen la tecnologia de reconeixement facial.
La precisió gairebé perfecta de la tecnologia permet a les empreses de xarxes socials crear perfils digitals de milions de nord-americans
Tanmateix, la por d'un individu al reconeixement facial i altres problemes de privadesa no es correspon amb una disminució de l'ús de les xarxes socials. En canvi, les actituds cap a la configuració de privadesa i privadesa no tenen un gran impacte en la intenció d'una persona d'utilitzar les aplicacions de Facebook. Com que Facebook és un lloc de xarxes socials, les pors individuals sobre la privadesa se superen pel desig de participar en les xarxes socials.

## Problemes de privadesa

### Demanda BIPA
Els usuaris de Facebook van presentar una demanda col·lectiva contra Facebook en virtut de la Llei de privadesa de la informació biomètrica d'Illinois (BIPA). Illinois té la legislació de privadesa biomètrica més completa, que regula la recollida d'informació biomètrica per part d'entitats comercials. La BIPA d'Illinois requereix una empresa que aconsegueix la informació biomètrica d'una persona hagi d'obtenir un comunicat escrit, avisar-los que s'està recopilant la seva informació i indicant la durada de la recopilació de la informació. La demanda presentada contra DeepFace al·lega que la recopilació d'informació d'identificació facial de Facebook amb el propòsit de l'eina de suggeriments d'etiquetes viola la BIPA. Com Facebook ho fa i no avisa ni demana consentiment a les persones quan utilitzen aquesta eina, els usuaris de Facebook argumenten que infringeix la BIPA.
El jutjat va negar la moció de Facebook per desestimar el cas i, finalment, va certificar el cas. Facebook va intentar apel·lar a la certificació de la decisió que finalment es va concedir. Facebook afirma que el cas no s'hauria d'haver verificat perquè els demandants no han al·legat cap dany més enllà de la violació de BIPA per part de Facebook. Facebook va eliminar la seva funció d'etiquetatge de reconeixement facial automàtic el 2019, en resposta a les preocupacions plantejades a la demanda. Facebook va proposar un acord de 550 milions de dòlars pel cas, que va ser rebutjat. Quan Facebook va augmentar la liquidació a 650 milions de dòlars, el tribunal ho va acceptar. Facebook va rebre l'ordre de pagar el seu acord de 650 milions de dòlars a principis de març de 2021. 1,6 milions de residents d'Illinois rebran almenys 345 dòlars.
El juliol de 2020, Facebook va anunciar que està creant equips que estudiaran el racisme als seus algorismes. Els equips de Facebook treballaran amb l'equip d'IA responsable de Facebook per estudiar el biaix dels seus sistemes. La implementació d'aquests programes és recent i encara no és clar quines reformes es faran.

### Repte dels deu anys
L'any 2019, un repte de Facebook es va fer viral demanant als usuaris que publiquessin una foto de fa 10 anys i una de 2019. El repte es va encunyar com el "repte de fa 10 anys". Més de 5 milions de persones van participar en el repte, incloses moltes celebritats. Va sorgir la preocupació perquè el repte de 10 anys de Facebook estava dissenyat per entrenar la base de dades de reconeixement facial de Facebook. Kate O'Neill, escriptora de Wired, va escriure un article d'opinions que es feia ressò d'aquesta possibilitat. Facebook va negar que hagin tingut un paper en la generació del repte. Tanmateix, les persones han argumentat que les preocupacions que subratllen les teories al voltant del repte dels 10 anys es fan ressò per preocupacions més generals sobre Facebook i el dret a la privadesa.

## El racisme en la tecnologia d'identificació facial
Els algorismes de reconeixement facial no tenen un èxit universal. Mentre que els algorismes tenen una precisió de classificació de cares superior al 90% en alguns casos, la precisió és menor quan els algorismes es demanen a dones, persones negres i joves Els sistemes identifiquen malament cares negres i asiàtiques de 10 a 100 vegades més que quan treballen amb cares blanques. Ja que els homes blancs són la font principal dels algorismes, els sistemes com DeepFace tenen més dificultats per identificar-los. Es preveu que una vegada que s'entrenin les bases de dades de reconeixement facial per identificar persones de color, per exemple posant-los cares més diverses; tindran més èxit en la identificació.